# Osvaldo González
Osvaldo Alexis González Sepúlveda  (* 10. August 1984 in Concepción) ist ein chilenischer Fußballspieler. Der Abwehrspieler bestritt 14 Länderspiele für die Nationalmannschaft Chiles. Auf Vereinsebene war der größte der Gewinn der Copa Sudamericana.

## Karriere

### Verein
Osvaldo González, auch Rocky genannt, begann 2002 seine Profikarriere bei Universidad de Concepción. In seiner Debütsaison bestritt der Verteidiger nur ein Spiel in der Primera B. Er wurde zweimal verliehen und erkämpfte sich nach der Rückkehr beim mittlerweile in der Primera División spielenden Universidad de Concepción einen Stammplatz. In der Clausura 2007 erreichte González mit seinem Team das Finale, verlor dieses aber gegen den CSD Colo-Colo. 2008/09 gewann González die Copa Chile, auch wenn er beim Gewinn nicht mehr im Kader stand. Mitte 2008 wechselte González zu Universidad de Chile, zu dem er jeweils nach seinen beiden Stationen 2009 bis 2010 und 2016 bis 2019 beim mexikanischen Verein Deportivo Toluca zurückkehrte. Mit La U holte González seine meisten Karrieretitel: vier Meisterschaften, zwei Pokalsiege, einen Supercup-Sieg und den Sieg in der Copa Sudamericana 2011. Im Finale gegen LDU Quito stand er in beiden Spielen über die volle Spielzeit auf dem Feld.
Auch bei Toluca gewann er mit der Meisterschaft 2010 einen Titel. 2022 spielte der González für den CD Huachipato und ist seit 2023 wieder Spieler von seinem Jugend- und Debütverein Universidad de Concepción.

### Nationalmannschaft
In der Nationalmannschaft Chiles debütierte Osvaldo González im Januar 2008 unter Trainer Marcelo Bielsa beim Freundschaftsspiel gegen Südkorea, als er in der 92. Spielminute für Eduardo Rubio eingewechselt wurde. Insgesamt absolvierte er 14 Länderspiele, zuletzt im Januar 2015 beim Freundschaftsspiel gegen die USA. Seine drei einzigen Pflichtspiele bestritt González im Rahmen der Qualifikation zur Weltmeisterschaft 2014, für die sich La Roja zwar qualifizierte, González jedoch nicht zum Turnierkader gehörte.

## Erfolge
Universidad de Concepción
- Chilenischer Pokalsieger: 2008/09

Universidad de Chile
- Chilenischer Meister: 2009-A, 2011-C, 2012-A, 2014/15-A
- Chilenischer Pokalsieger: 2012/13, 2015
- Chilenischer Supercup-Sieger: 2015
- Copa-Sudamericana-Sieger: 2011

Toluca
- Mexikanischer Meister: 2010